# Арјоре Вила (Павија)
Арјоре Вила је насеље у Италији у округу Павија, региону Ломбардија.
Према процени из 2011. у насељу је живело 47 становника. Насеље се налази на надморској висини од 754 м.